# Trattato di Compiègne (1624)
Il trattato di Compiègne del 10 giugno 1624 fu una pace siglata tra Francia e Province Unite.

## Storia
Essa permise alla Francia di concludere gli scontri con gli olandesi in vista del pericolo comune della Spagna nella Guerra d'indipendenza olandese (1568–1648) dopo la fine della Tregua dei dodici anni. La Francia offrì immediatamente 480.000 talleri ed altri a seguire se gli olandesi avessero continuato la loro guerra contro la Spagna e supportando quindi le azioni della Francia. Questa era per la Francia una mossa basilare per tentare di scardinare il Sacro Romano Impero.
Il trattato permise alla Francia di concentrare le proprie attenzioni altrove così come il successivo trattato di Bärwalde del 1631 tra Francia e Svezia per far sì che quest'ultima continuasse la sua guerra contro la Germania. Il trattato venne condotto dal cardinale Richelieu.

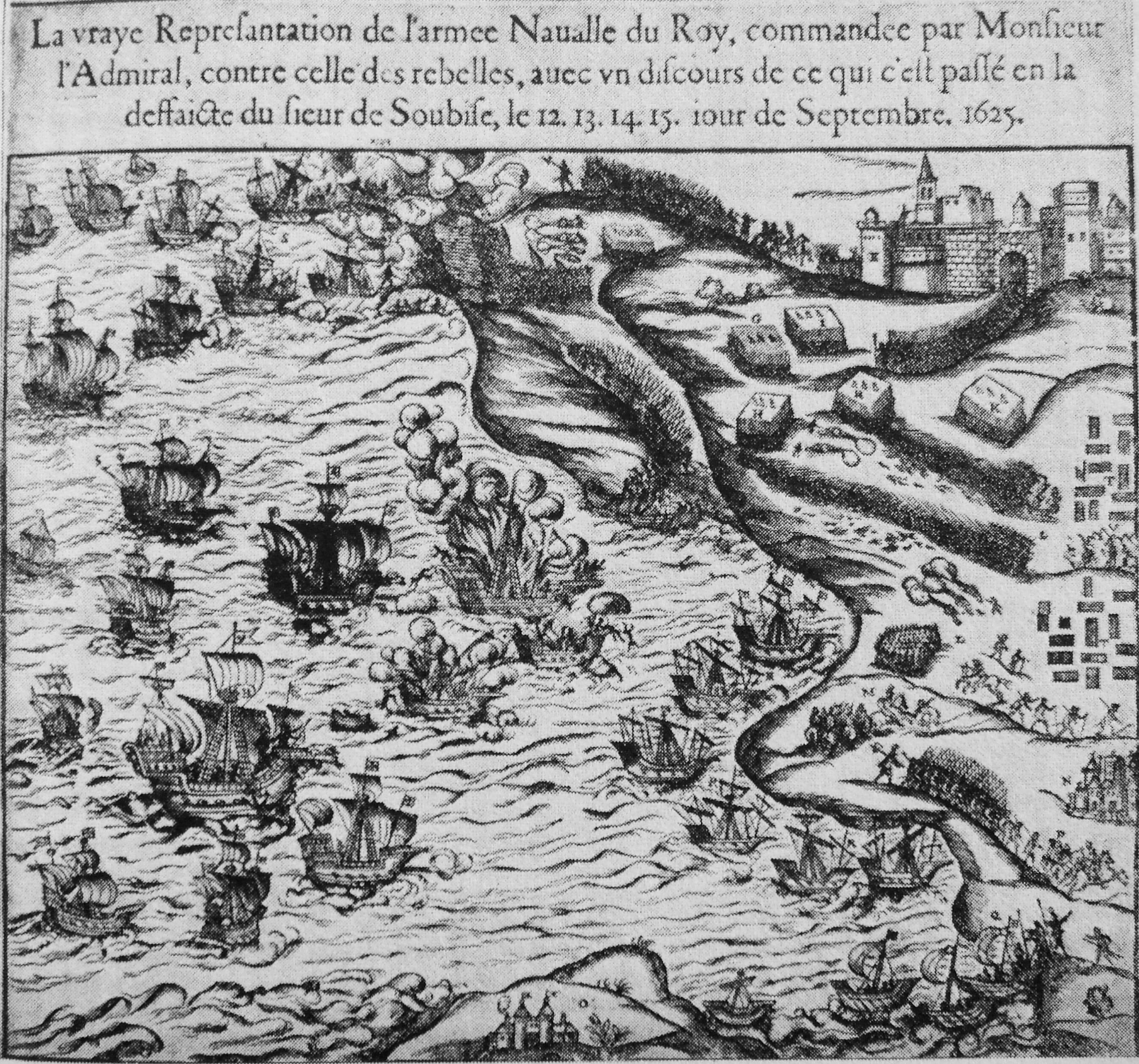
Sulla base di questo trattato, gli olandesi dovettero prendere parte alla Presa de l'Ile de Ré assieme al francese Carlo I di Guisa contro i loro correligionari protestanti il 16 settembre 1625.

Sulla base di questo trattato, gli olandesi avrebbero potuto richiedere aiuti finanziari alla Francia per condurre la loro guerra contro la Spagna ed in particolare a grazie alla Compagnia francese delle Indie Orientali che avrebbe dato il proprio sostegno alla Compagnia olandese delle Indie Orientali in opposizione alla politica coloniale della Spagna. Ad ogni modo, le due potenze non giunsero mai ad un solido contratto di cooperazione. Gli olandesi, inoltre, concessero ai francesi il loro intervento nel Mediterraneo contro i pirati barbareschi che infestavano le coste meridionali della Francia.
Sempre secondo questo trattato, gli olandesi vennero costretti a fornire 20 navi da guerra per la lotta dei francesi contro i protestanti nella Presa de l'Ile de Ré, fatto considerato poi al limite della correttezza in quanto gli ugonotti erano protestanti come gli olandesi e combattevano per la causa della riforma contro i cattolici. La flotta venne sottoposta al comando dell'Ammiraglio Willem Haultain de Zoete. Le crescenti tensioni entro l'apparato amministrativo della Repubblica delle Sette Province Unite fece sì che gli stati generali prescrivessero il ritiro degli olandesi dal conflitto dal dicembre del 1625.
Con il trattato di Compiègne, Richelieu ottenne anche la cessazione delle ostilità degli olandesi nell'Asia orientale facilitando così le imprese commerciali francesi in quell'area.